# Stazzano
Stazzano (piemontesisch Stassan) ist eine Gemeinde in der italienischen Provinz Alessandria (AL), Region Piemont.

## Lage und Einwohner
Die Gemeinde Stazzano liegt 32 km südöstlich von der Provinzhauptstadt Alessandria auf einer Höhe von 225 m über dem Meeresspiegel, an der Scrivia. Das Gemeindegebiet umfasst eine Fläche von 17,23 km² und hat 2282 (Stand 31. Dezember 2023) Einwohner. Stazzano liegt direkt an der Autostrada A7 und hat seit 1916, zusammen mit Serravalle, einen Bahnhof an der Bahnstrecke Mailand–Genua, der aber 2008 stillgelegt wurde.
Die Nachbargemeinden sind Borghetto di Borbera, Cassano Spinola, Sardigliano, Serravalle Scrivia und Vignole Borbera.

## Geschichte

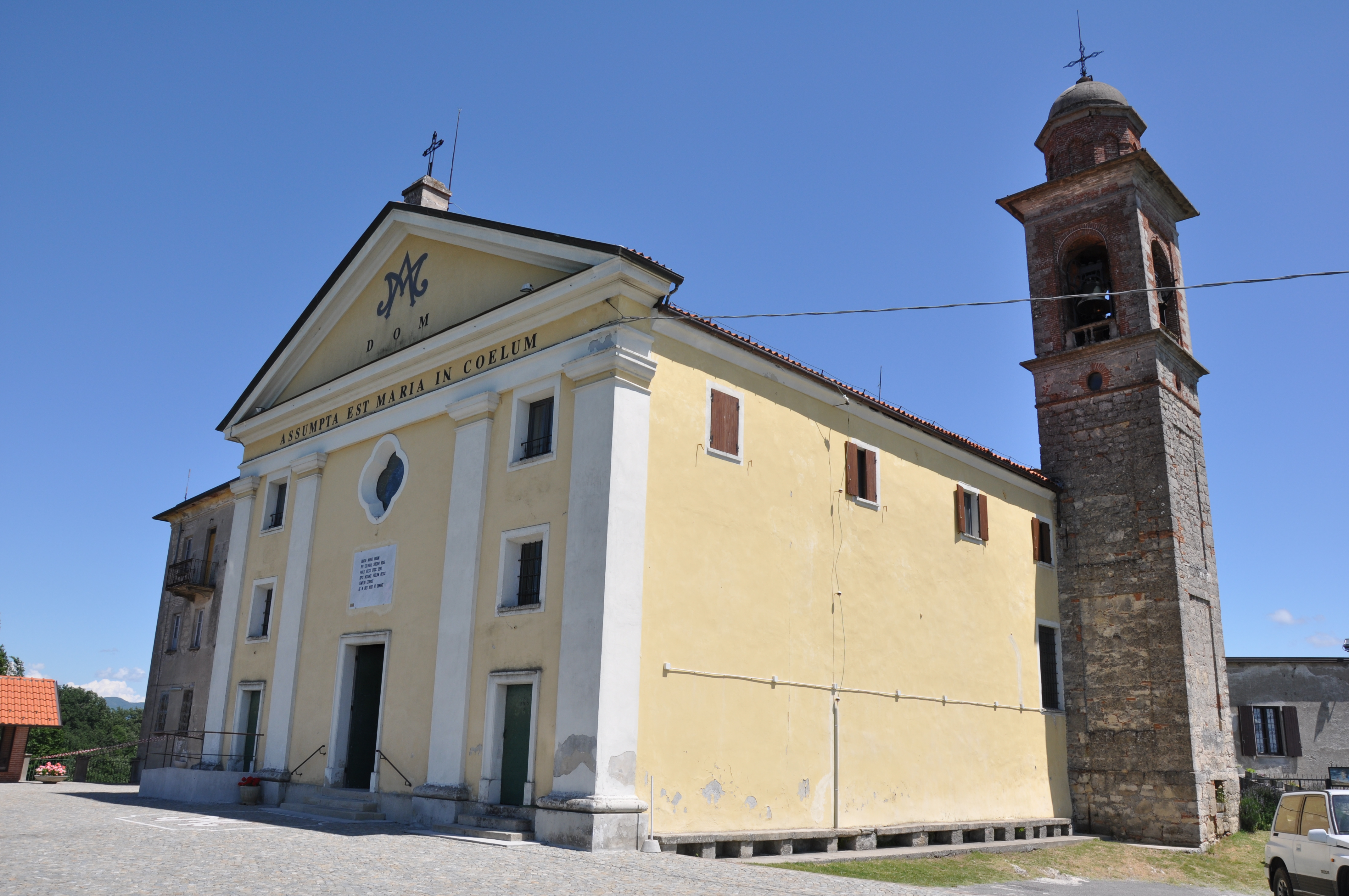
Kirche Monte Spineto in Stazzano

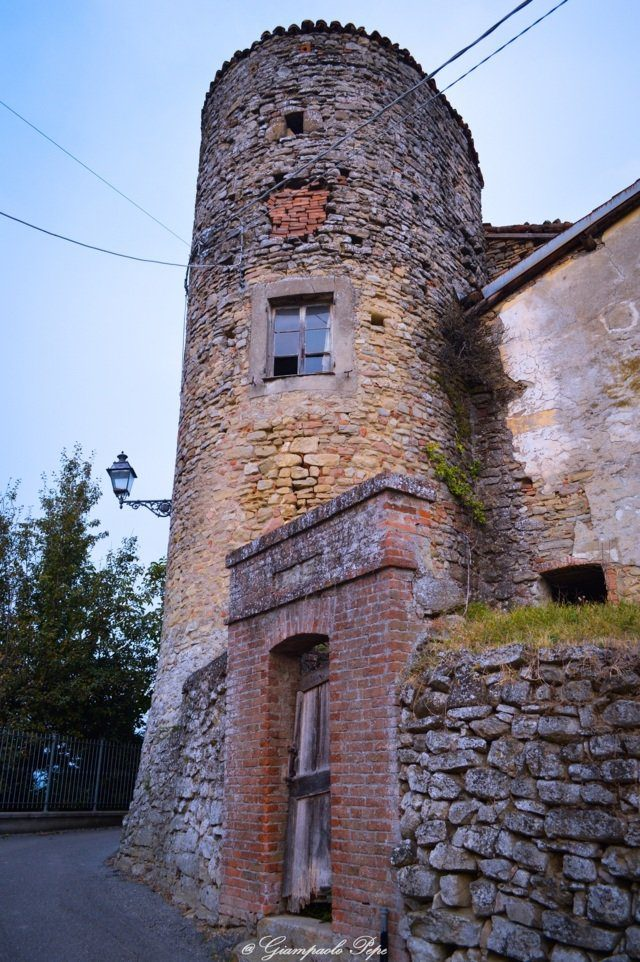
Turm vom Schloss in der Fraktion Vargo

Sein Name leitet sich von der Prädialform STATIANUS ab, die vom Personennamen STATIUS abgeleitet ist. Varianten dieser Form sind: „Stazanum“, „Stacianus“ und „Staçano“. Seine Ursprünge reichen bis ins Mittelalter zurück, wie aus zwei Dokumenten aus den Jahren 935 und 974 hervorgeht. Im ersten übertrug Oglerio, Bischof von Lodi, einen kleinen Teil seines Territoriums dem Grafen Alberico und im zweiten wurde eine Urkunde eingetragen, wobei erstmals von einem MONS STATIANI die Rede war. Viele seiner Besitztümer gehörten damals der Abtei San Pietro di Precipiano, und sein Territorium wurde, wie durch eine Bulle von Papst Adrian IV. genehmigt, als Lehen an das Bistum Tortona abgetreten.
Im 12. Jahrhundert, mit dem Einmarsch Friedrichs I. von Schwaben nach Italien, wurde es von den verbündeten Truppen des Kaisers aus Pavia schwer geplündert und teilweise in Brand gesteckt. Nachdem es vom Volk der Tortona zurückerobert worden war, wurde es erneut von Friedrich erobert. 1176 gelangte es jedoch wieder in den Besitz von Tortona. Wie andere Gebiete der Gegend gelangte auch es in den Eroberungsbereich der Markgrafen von Monferrato und der Visconti. 1278 schloss Tortona einen Vertrag mit Wilhelm VII. und genehmigte damit den Übergang an die Markgrafen.
Anschließend ging die Kontrolle in die Hände des Girardengo von Novi und der Busseti über, die bis zur Ankunft von Kaiser Heinrich VII. die Herrschaft innehatten. Im Jahr 1315, dem Jahr des Beginns der Herrschaft der Viscontis, begannen die Bischöfe von Tortona mit dem Kampf um die Wiedererlangung des Lehens, das von 1323 bis 1347 wieder unter ihre Gerichtsbarkeit fiel. Anschließend eroberten die Viscontis das Gebiet zurück und beherrschten es fast vollständig im 14. Jahrhundert. Doch im Jahr 1450, mit der Rückkehr des Bistums Tortona an den Schauplatz, begann für das Lehen eine neue Periode: Der Bischof entsandte einen Weltvikar, der für die Rechtspflege und die Aufbewahrung seiner Dokumente zuständig war. Leider endete die Friedenszeit mit der Ankunft der französischen Truppen im Jahr 1529. Gegen Ende des 18. Jahrhunderts wurden die örtlichen Besitztümer vom Bischof an Vittorio Amedeo III. von Savoyen abgetreten, dessen Familie nach der napoleonischen Zeit seine Territorien im Besitz behalten konnte.

## Sehenswürdigkeiten
- Die Pfarrkirche San Giorgio, erbaut 1584–88.
- Die Burg in der Fraktion Vargo. Seit 1157 bekannt und teilweise später zerstört.[3]
- Das Heiligtum der Madonna di Monte Spineto, das während der Invasionen als Zufluchtsort für die Bevölkerung errichtet wurde.